# 350.org
350.org (スリーフィフティードットオルグ)は、気候危機に取り組む国際環境NGO。世界188カ国にわたるグローバルな活動を展開しており、2015年より日本支部も設置されている。一般市民の力・ボランティア活動を中心とした、積極的な地球温暖化対策を求める国際的ムーブメントの構築を目指している。
「化石燃料を掘り出さない」「 “お金の流れ”を変える」「脱炭素社会の構築」を指針とし、化石燃料社会から再生可能エネルギー社会への移行を目標に掲げている。 
団体名は、気候変動のティッピング・ポイントを回避するための安全な上限値として知られている二酸化炭素濃度の350 ppmが由来。2019年現在、濃度は415 ppmで現在も上昇が止まっていない。
オンラインキャンペーン、草の根組織化、市民活動、およびパートナーグループや組織の広範なネットワークとのコラボレーションを通じて、188か国以上で数千人のボランティアオーガナイザーを動員。 2019年9月のグローバル気候マーチ （Fridays forFutureが発起人）の主催者団体の1つ。

## キャンペーン
350.orgは、地域、国からグローバルまで、さまざまな規模のキャンペーンを実行している。

### 化石燃料ダイベストメント
投資撤退（ダイベストメント）とは、投資（インベストメント）の逆、つまり、何らかの理由をもって株、債券、投資信託などを手放すことを指す。化石燃料ダイベストメントは、化石燃料関連の産業への投資から撤退するという意味である。
化石燃料ダイベストメントキャンペーンは、南アフリカでのアパルトヘイトに対する社会運動の成功例を教訓に始まった。 2025年3月現在、40兆米ドルを超える運用資産を持つ1600以上の機関が、化石燃料からの脱却を約束している。  
350.orgは、キャンペーンの趣旨について「大学や宗教団体、年金基金、その他の機関は、組織の運用に役立てるため、投資に数十億ドル規模の資金を託します。 しかしその中には、化石燃料産業への投資もあり、投資家にとっても地球にとってもリスクがあります。だからこそ、私たちは、各機関に化石燃料関連企業からの投資撤退を呼びかけているのです。」と述べている。

### キーストーン・パイプライン
350.orgはカナダからアメリカ合衆国へ原油を輸送するキーストーン・パイプラインを、環境問題の歴史において重要な問題であると指摘している。 
NASAの気候学者であるジェームズ・ハンセンは、「キーストーンXLパイプラインが完成したら地球はゲームオーバーである。カナダのビチューメンサンドに貯蔵されている化石燃料は『地球上で最大の炭素爆弾への導火線』だ。」と述べた。パイプライン周辺においては石油流出の可能性が指摘されているほか、アメリカ合衆国の1200万人以上に飲水を供給するテキサス州のCarrizo-WilcoxAquiferや、北アメリカ西部で最大の帯水層で何百万もの人々や農業企業に飲料水や灌漑を供給しているオガララ帯水層などの重要な水源にも危険をもたらす可能性が指摘されている。「パイプライン計画は経済的な恩恵がもたらされる」との主張に対し、「プロジェクト建設時における数千人の一時的な雇用しか生み出さない」と350.orgは主張している。 
350.orgや他の組織のアプローチにより、オバマ大統領は2015年、環境面の懸念を指摘しプロジェクトを却下した。2017年には、トランプ大統領が就任早々に認可していたが、2021年、バイデン大統領は就任後初の主要な環境保護の行動の１つとして、パイプライン建設許可を撤回した。

### 化石燃料の禁止
350.orgは世界各地で化石燃料の生産を、制限または禁止する法律をサポートしている。ブラジルでは水圧破砕に関する410の地方自治体の禁止、またサンタカタリーナとパラナの2つの州では化石燃料の生産を禁止に導いている。

### インターナショナル気候変動アクションデー

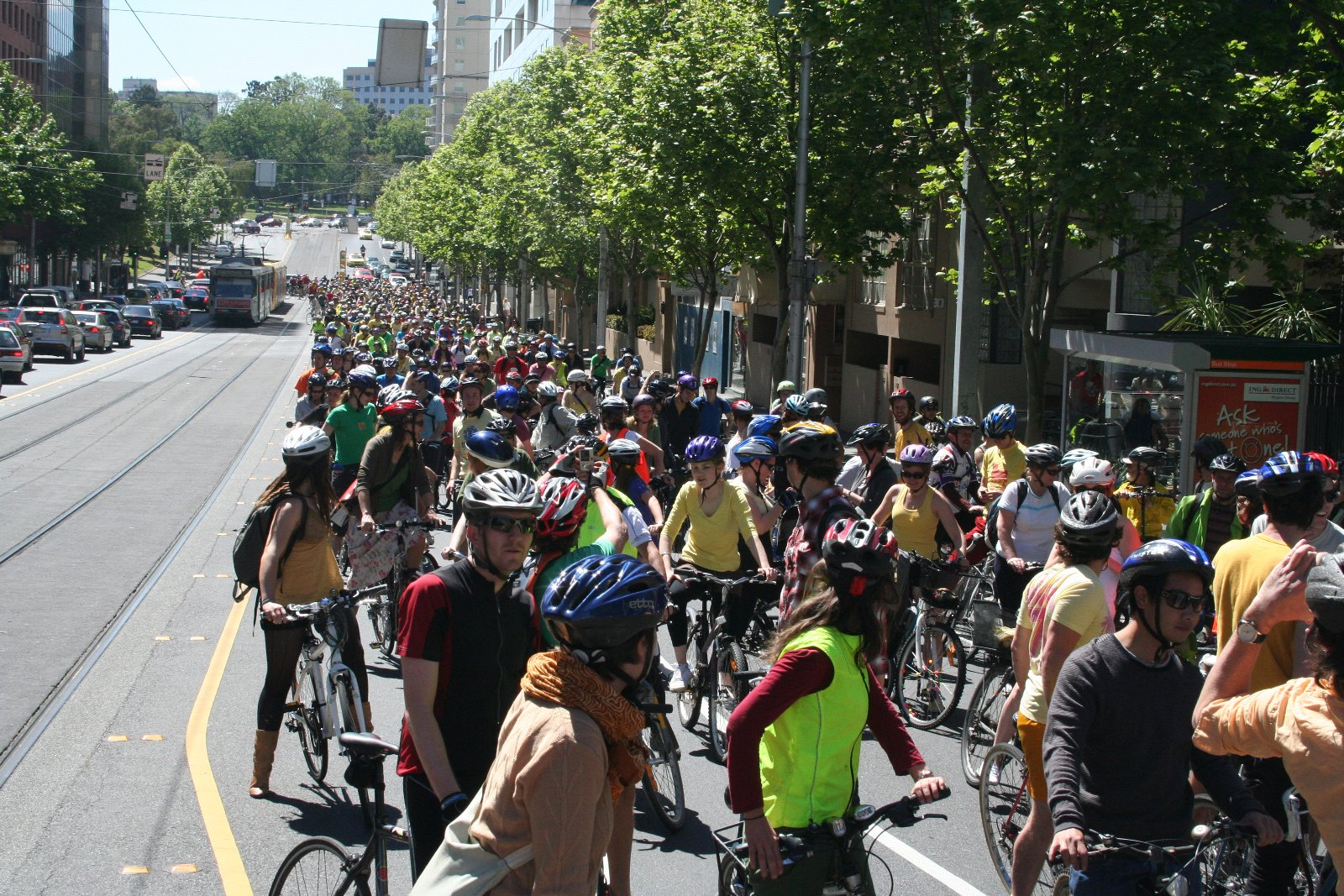
2009年10月24日、350.orgによる抗議のためにメルボルンに集まった数千人のサイクリスト

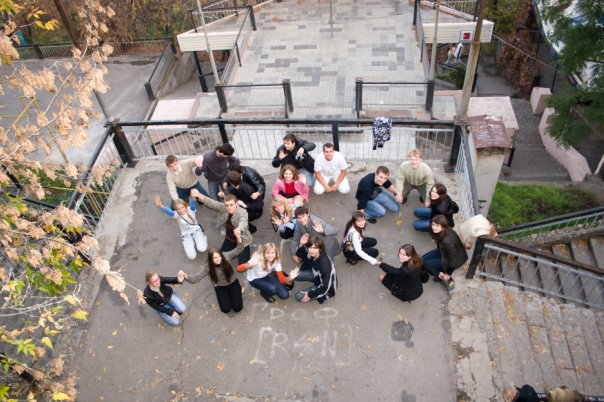
気候変動対策の国際デー（ロシア連邦・ロストフ州タガンログ、2009年10月24日）

2009年10月24日の「インターナショナル気候変動アクションデー」は350.orgによって組織され、2009年12月の国連気候変動枠組条約会議（COP15）に参加する代表者に大きな影響を与えた。当日、181か国で5,200を超える同期アクションが行われた。

### グローバルワークパーティー

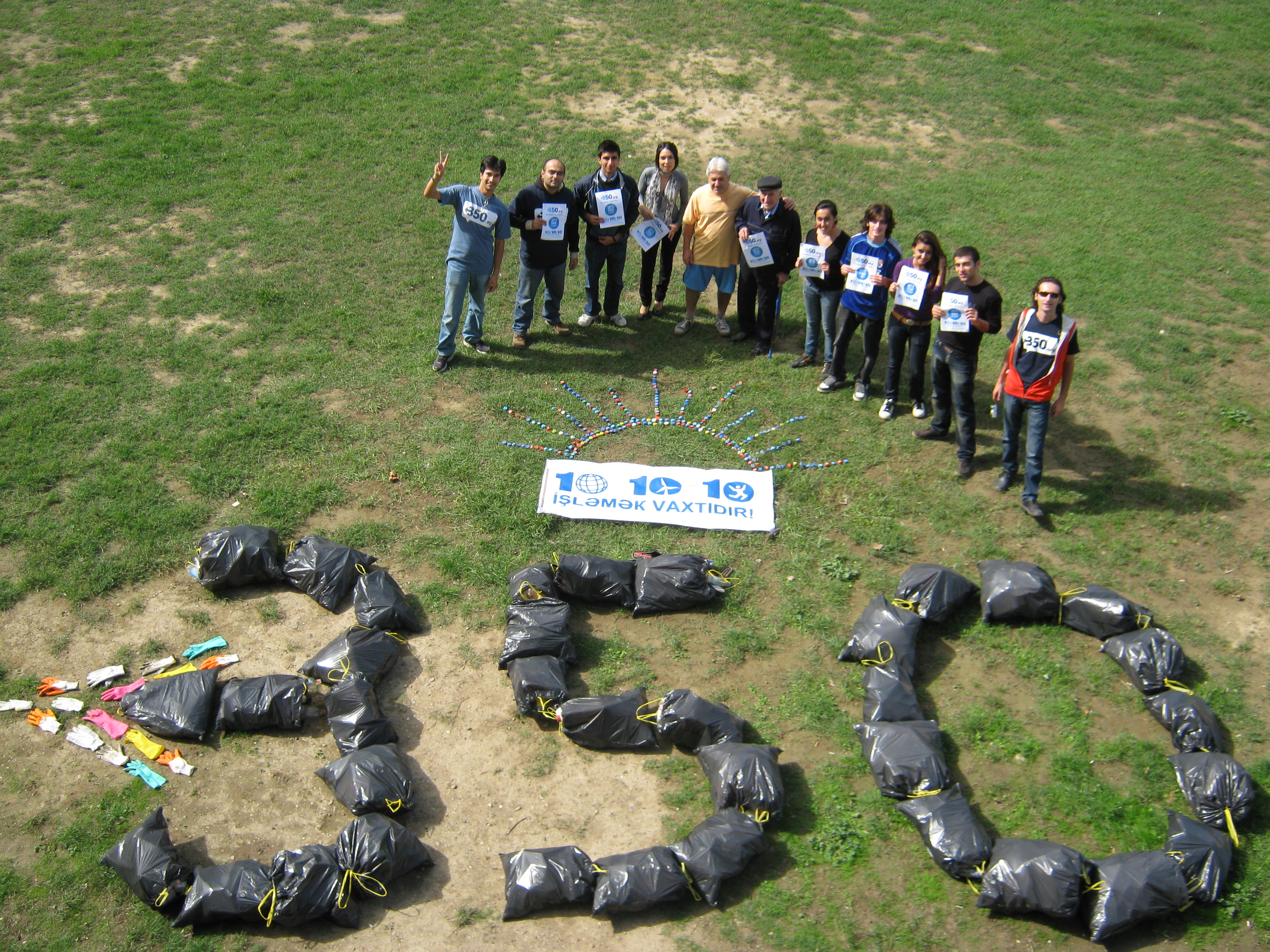
10.10.10。
350.org in Baku、Azerbaijan

2009年のインターナショナル気候変動アクションデーに続くイベントとして、グローバルワークパーティーが開催された。 各地元での具体的なアクションに焦点を合わせ、植樹からソーラーパネルの設置、巨大な電力サービスプロバイダーの交代まで、世界中のほぼすべての国々で何かしらの活動が行われた。

### コネクト・ドット
気候変動と異常気象との関連に注目を集めるために、「コネクト・ドット」というスローガンの下で2012年5月5日に計画された世界規模の一連のアクションが行われた。   

### グローバルパワーシフト
グローバルパワーシフトは、2013年6月にトルコのイスタンブールで開催された135か国からの約500人の気候オーガナイザーの集会をきっかけに、「運動を組織化するスキルの共有と開発、パワーシフトイベントを組織化する既存の計画の構築、政治的整合性と明確な変化理論の構築、さまざまな国からの経験の共有、克服するための戦略」などの目標・戦略が策定された。 

### サマーヒート
350.orgは、2013年の夏にサマーヒートキャンペーンを開始した。サマーヒートアクションは、カリフォルニア州リッチモンドの11か所で行われた。草の根の主催者、労働組合、農民、牧場主、環境正義グループなどが参加。サマーヒートキャンペーンで使用されたスローガンは、「気温が熱くするにつれて、私たちも熱く」であった 。

### ピープル気候マーチ
350は、2014年9月21日に開催されたピープル気候マーチの開催に貢献し、世界中で2,000のイベントが開催された。

### グローバル気候マーチ
350.orgは、2019年9月20〜27日に開催されたグローバル気候マーチの主要な主催者の1団体であった。 NGO、労働組合、社会運動の幅広い連合によって実施されたストライキは、フライデーフォーフューチャー運動の学校ストライキに触発されたものであった。また、デジタル気候ストライキも開催し、公式サイトへの誘導リンクを各企業が導入した。
グローバル気候マーチの目的は、緊急の気候危機に注意を向け、政治、メディア、化石燃料産業への力強いアプローチであった。マーチは長期的に多くの人が参加するためのきっかけとして呼びかけられた。
185カ国で760万人以上がこの大規模な動員イベントに参加し、グローバル気候ストライキは歴史上最大の気候動員となった。

### 映画「Do The Math」
映画「Do The Math」は、気候危機に関する計算ともに、化石燃料業界に挑戦する動きの高まりについて描かれた42分のドキュメンタリー映画である。
映画内では、地球温暖化の上昇を2度未満にとどまるためには、（化石燃料会社によって確認埋蔵量で保持されている2,795ギガトンに対し）二酸化炭素の排出量は565ギガトンしかない事実を訴えた。 NASAの科学者ジェイムズ・ハンセンは、「2度の温暖化は実際には長期的な災害の処方箋です」と述べた。

## 創設者

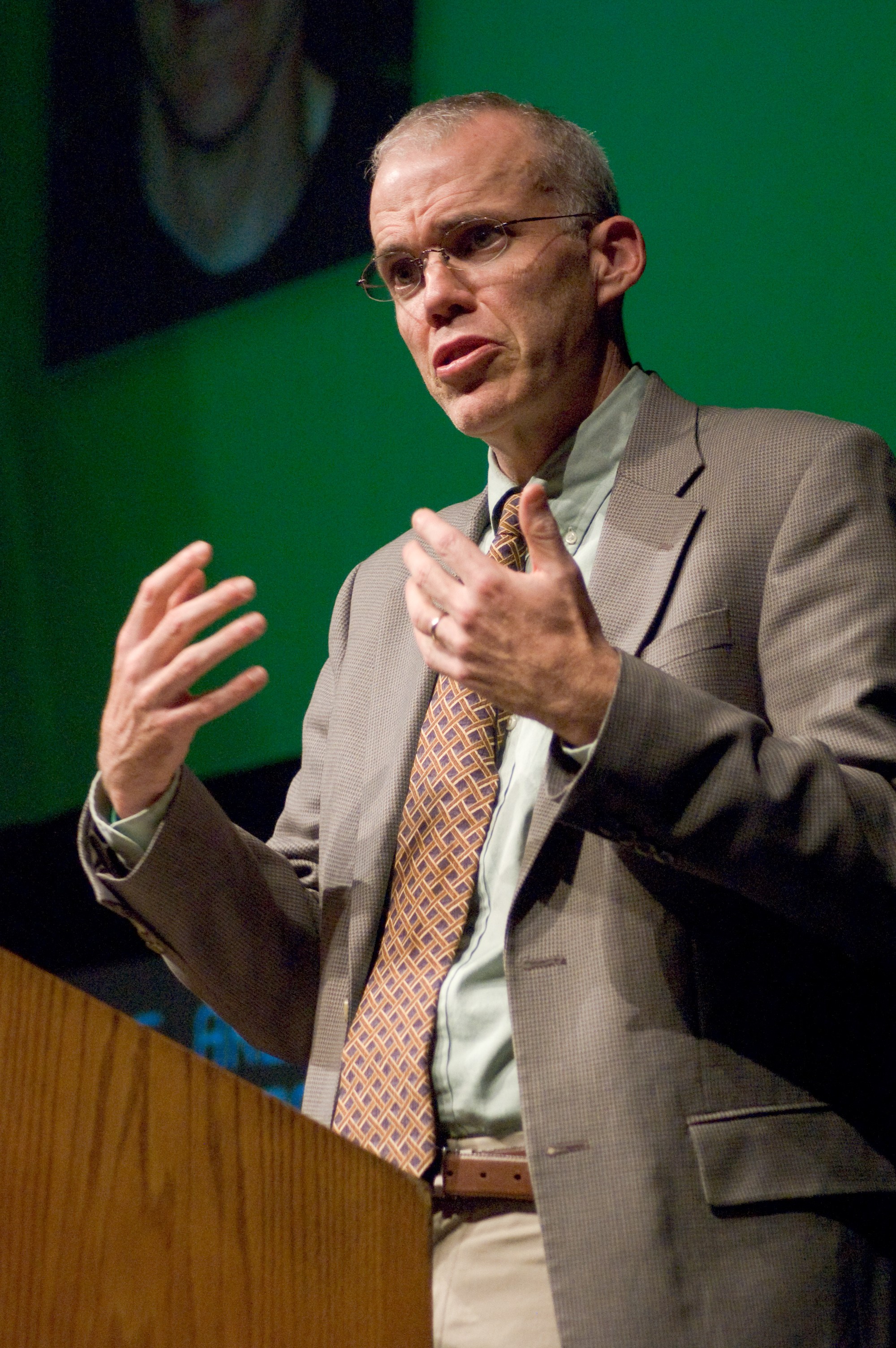
350.orgの創設者であるビル・マッキベンは、2008年にロチェスター工科大学で講演した。

350.orgは、アメリカの環境保護論者であるビル・マッキベンとバーモント州のミドルベリー大学の学生グループによって設立された。彼らの2007年の「 StepItUp 」キャンペーンでは、全米で1,400のデモが展開された。この結果、2008年の米国大統領選挙で、ヒラリー・クリントンとバラク・オバマにエネルギー政策を変更させた。 2008年以降、350.orgはグローバルに活動範囲を拡大した。
マッキベンはアメリカの環境保護論者・作家で、世界で初めて一般市民向けの地球温暖化に関する本を執筆し、気候変動、代替エネルギー、地産地消経済の必要性について訴えている。
国連の「トップ気候科学者」であり、気候変動に関する政府間パネル（IPCC）のリーダーであるラジェンドラ・パチャウリを代表とした多くの科学者が、二酸化炭素の大気中濃度を350ppmに下げることに賛成を表明した。一部のメディアは、このパチャウの支持表明が、350が躍進した大きな要因であったと指摘した。
マッキベンが2009年8月17日月曜日にコルベアレポーツのテレビ番組に出演以来、350.orgは知名度が一般に知れ渡った。マッキベンは、各地での講演を続け、ロサンゼルスタイムズやガーディアンなどの多くの主要な新聞やメディアに環境関連の記事を掲載した。2012年に、350は行動変容のための2012 KatervaAwardを授与。 

## 二酸化炭素濃度「350」ppm
NASAの気候科学者であるジェームズ・ハンセンは、350ppmを超える大気中のCO2濃度は安全ではないと主張している。ハンセンは「人類が文明が発達し、地球上の生命が適応している惑星と同様の惑星を保護したい場合、CO2を現在の400ppmから350ppmまで下げる必要がある」と述べた。   
2013年5月、ハワイのマウナロア山頂近くで二酸化炭素を測定する2つの独立した科学者チームが、大気中の二酸化炭素の量が400 ppmを超えたことを記した。これは、300万年以上の地球の歴史の中で最高値であり、その後2019年5月には415ppmを超え、その量は年々増加している。 
2009年のコペンハーゲン合意では、世界の気温上昇の制限として「+2°C」が合意された。また、2015年のパリ協定では、特に気候に脆弱な地域での2℃と1.5℃の影響の大きな違いを反映し、1.5℃の温暖化が制限として導入された。 これは、気候変動に関する政府間パネルによる2018年の報告書で改めて確認された。そこでは、世界の主要な科学者が温暖化を1.5℃に制限する行動を求めた。科学者たちは、2℃の上昇を下回るために、人間は残り約565ギガトンの二酸化炭素しか大気中に注ぐことができないと推定している。

## メンバーシップ
350.orgは、世界中の300の組織との提携を主張しており、デズモンド・ツツ大司教、アレックス・ステッフェン。ビアンカ・ジャガー、デヴィッド・スズキ、コリン・ビーバンなど、多くの著名人が組織または運動を広めるという目標と公に提携している。